# Julius Patzak

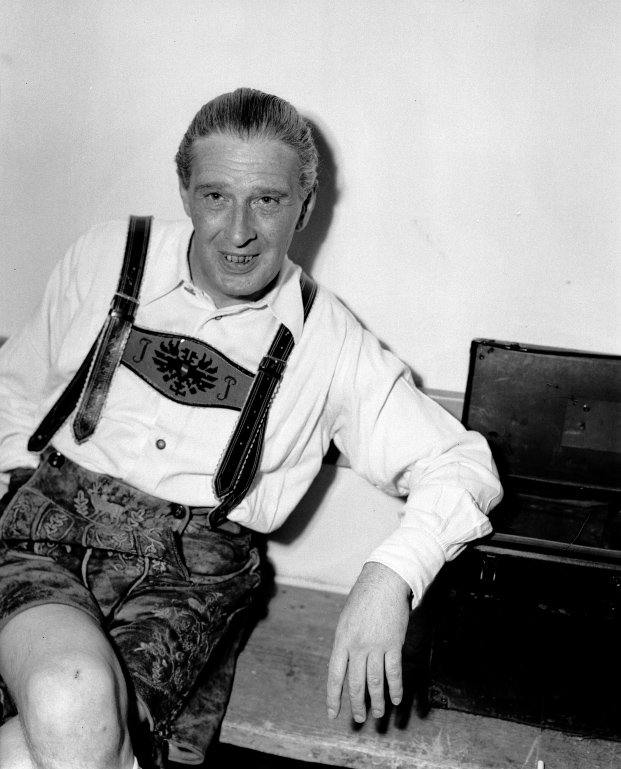

Julius Patzak (Viena, 9 de abril de 1898 - Rottach-Egern, Baviera, 26 de enero de 1974) fue un tenor austríaco de notable carrera en concierto y ópera.
Nació en Viena, estudió composición y dirección de orquesta dedicándose luego al canto. 
En 1926 debutó como cantante en Aida de Verdi en Reichenberg (Bohemia).
Luego de permanecer dos años en el teatro de Brno desarrolló su carrera principalmente en la Opera Estatal de Baviera en Múnich, donde cantó entre 1928 y 1945 y en la Wiener Staatsoper entre 1946 y 1960.
Uno de los grandes exponentes del rol de Palestrina de Hans Pfitzner, cantó en el estreno de Friedenstag de Richard Strauss y en otras premieres líricas.
En 1948 cantó Fidelio en el Festival de Salzburgo dirigido por Wilhelm Furtwängler(1)
Destacado mozartiano y straussiano, al final de su carrera fue un tenor en roles de carácter como Herodes y Egisto, de Strauss.
Como recitalista se destacó en obras de Franz Schubert y Gustav Mahler siendo la famosa grabación de Das Lied von der Erde de 1952 dirigida por Bruno Walter y acompañado por Kathleen Ferrier su registro de referencia.
Se retiró en 1966 para ser profesor en la Academia de Música de Viena.
Se casó en 1931 con Maria Walter, nieta del cantante Gustav Walter, con quien tuvo una hija.